# Had
Had er en ultimativ følelse ligesom kærlighed. Den er – omend meget negativ og destruktiv – ren i sit væsen. 
En person, der føler had, ønsker kun absolut skade eller lidelse for den person, gruppe, organisation eller ideologi, som personen hader. 
Had kan være farligt, fordi den er aggressiv. Mange beskriver had forskelligt, fx et brændende ønske om at destruere, eller noget der vækker dyb vrede og foragt.
Had er ikke kærlighedens modsætning. Da både had og kærlighed kræver dybe følelser for det "objekt" man tillægger disse, så kan man sige, at begge følelser er den lyse og mørke side, af samme mønt. Den modsatte følelse af stærke følelser som had og kærlighed er apati. At føle stærkt overfor nogen/noget, eller ikke føle noget overhovedet, altså ligegyldighed.
| filosofi | Spire Denne filosofiartikel er en spire som bør udbygges. Du er velkommen til at hjælpe Wikipedia ved at udvide den. |